# Geschichte des Buchdrucks

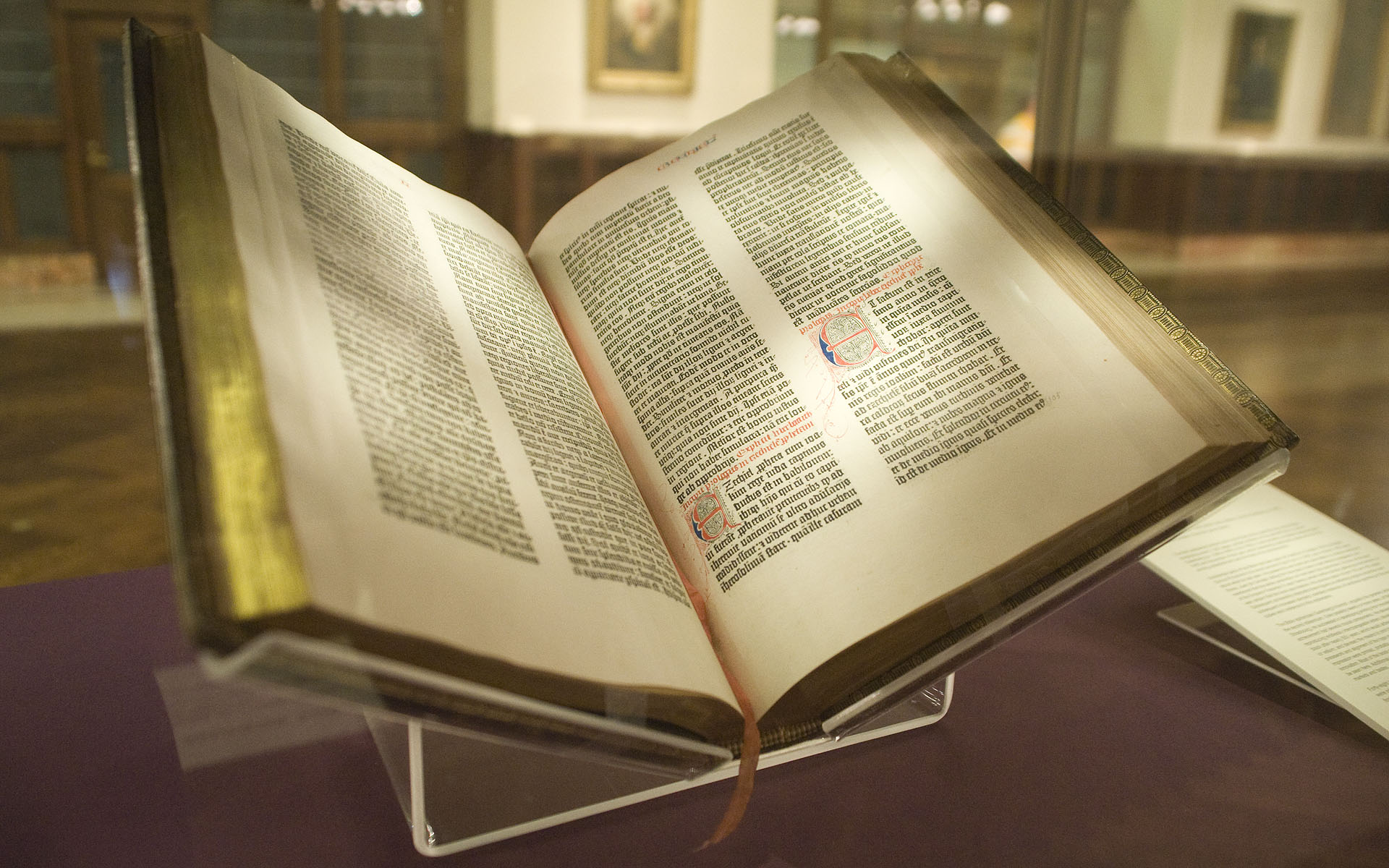
Gutenberg-Bibel, der bedeutendste Druck von Johannes Gutenberg

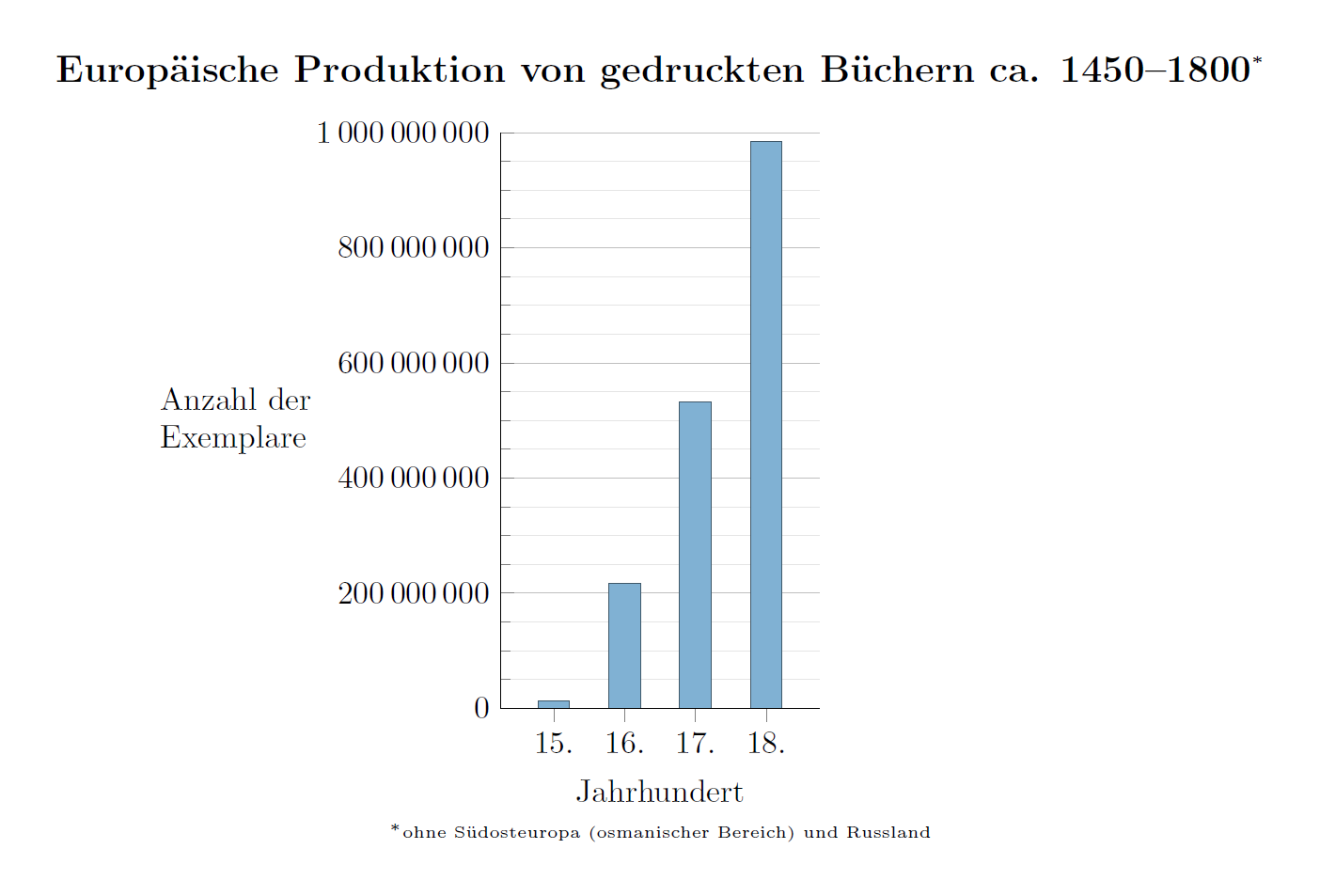
Europäische Buchdruckproduktion in der Frühneuzeit (ca. 1450–1800)

Die Geschichte des Buchdrucks beginnt in China. Die ältesten gedruckten Bücher wurden in Ostasien, wie später auch in Europa, im Blockdruckverfahren hergestellt. Dabei wurde jede einzelne Seite komplett in einen Druckstock aus Holz geschnitten und dann abgezogen. Auch der Druck mit beweglichen Lettern begann in Ostasien wesentlich früher als in Europa. Das koreanische Jikji aus dem Jahr 1377 ist das älteste bekannte Buch, das mit beweglichen Metalllettern gedruckt wurde.
Die weltweite Verbreitung des Buchdrucks mit beweglichen Metalllettern begann jedoch mit der Erfindung durch Johannes Gutenberg in Mainz im 15. Jahrhundert. In wenigen Jahrzehnten verbreitete sich die Kunst des Buchdrucks in ganz Europa und danach über die ganze Erde. Abgesehen von Gutenbergs Handpresse blieb sein Druckverfahren – Hochdruck mit Bleisatz – bis ins 20. Jahrhundert die Standardtechnik des Buchdrucks. Erst ab den 1960er Jahren wurde es vom Offsetdruck verdrängt.
Gutenbergs Erfindung gilt als bedeutender Entwicklungsschritt in der Mediengeschichte, sie hatte enorme wirtschaftliche, kulturelle und wissenschaftsgeschichtliche Auswirkungen. Der Buchdruck wurde in Europa und schließlich weltweit zu einer kulturprägenden Informations- und Kommunikationstechnologie.

## Blockdruck und Letterndruck in Ostasien
Druckplatten und bewegliche Lettern aus Metall und Holz waren in Ostasien verbreitet, lange bevor sie in Europa eingesetzt wurden. Dies hängt damit zusammen, dass die Produktion von Papier in China mehr als ein Jahrtausend früher begann als in Europa. Zum Beginn des 19. Jahrhunderts existierten „mehr gedruckte chinesische Seiten als in allen übrigen Sprachen der Welt zusammengenommen“.

### China
Blockdruck:
Das früheste Beispiel eines Blockdrucks auf Papier wurde 1974 bei einer Grabung im heutigen Xi’an, also der Tang-Hauptstadt Chang’an, entdeckt. Es handelt sich um ein auf Hanfpapier gedrucktes Dharani-Sutra, das in die Zeit von 650 bis 670 datiert wird. Ferner wurde ein Lotos-Sutra geborgen, das zwischen 690 und 699 gedruckt wurde.
Der älteste mit einem Kolophon datierte chinesische Blockdruck ist eine in Dunhuang aufgefundene Druckversion des Diamant-Sutra. Die zu einer Rolle zusammengeklebten Seiten tragen das Datum 868. Dadurch unterscheidet sich das Dokument von älteren chinesischen, koreanischen und japanischen Blockdrucken, die anhand des Alters der Stein- oder Holzpagoden datiert wurden, in denen sie aufbewahrt waren.
Letterndruck: Ein Werk von Shen Kuo weist auf die Erfindung des Drucks mit beweglichen Lettern im 11. Jahrhundert hin: In den Mengxi bitan (chinesisch 夢溪筆談; dt. „Pinselunterhaltungen am Traumbach“) beschreibt er die Methode des Bi Sheng († 1051), die sich allerdings nicht durchsetzte. Wang Zhen (1260–1330) nutzte später bewegliche Lettern aus Holz.
Erst Kaiser Kangxi, der 1661 an die Regierung gelangte, ließ auf Anregung von Jesuitenmissionaren wieder bewegliche Schriftzeichen herstellen, jedoch nur in geringem Umfang. Die in Kupfer geschnittenen Lettern ließ ein späterer Kaiser wegen Geldknappheit einschmelzen. Noch im 19. Jahrhundert wurden in China Bücher wie schon 1000 Jahre zuvor als Holztafeldrucke hergestellt.

### Korea
Blockdruck: Älteste koreanische Blockdrucke sind buddhistische Zaubersprüche, Dharani aus einer Pagode des Tempels Bulguksa in Gyeongju aus der ersten Hälfte des 8. Jahrhunderts.
Als gewaltige kulturelle Leistung gilt die Tripitaka Koreana, ein in Goryeo erstellter buddhistischer Kanon, der in 6000 Bänden mit 81.258 Holzdruckstöcken gedruckt wurde. Die Herstellung der ganzen Holzdruckstöcke dauerte 16 Jahre (1236–1251). Sie sind alle noch in gutem Zustand erhalten.
Letterndruck: In Korea wurden um 1230 einzeln geschnittene Lettern aus Metall verwendet. In einem 1239 erschienenen Werk wird berichtet, Metalllettern seien schon vor 1232 benutzt wurden. Etwa zur selben Zeit schrieb der Gelehrte Yi Gyubo (kor. 李奎報, 1168–1241), dass 28 Exemplare des Sangjeong yemun (祥定禮文; Rituelle Texte) mit Metalllettern gedruckt worden seien.
Aus Korea stammt das älteste bekannte Buch, das mit beweglichen Metalllettern gedruckt wurde: das Jikji. Es wurde im Jahr 1377 gedruckt, fast acht Jahrzehnte vor der Gutenberg-Bibel. Im Jahr 2001 wurde das Jikji zusammen mit der Gutenberg-Bibel in das Weltdokumentenerbe aufgenommen.
Laut dem Buch Goryeosa (高麗史; Geschichte von Goryeo) übertrug König Gongyang Wang 恭讓 im Jahr 1392 der Behörde „Seojeokwon“ (書籍院; Buch- und Veröffentlichungszentrum) die Verantwortung und Aufsicht über alle Angelegenheiten, die mit der Verwendung von Metalllettern und dem Buchdruck zu tun hatten.
Die Bayerische Staatsbibliothek besitzt einen 1433 „mit Tonlettern“ gedruckten Arzneimittelkatalog mit dem Titel Hyangyak jipseong bang mongnok (鄉藥集成方目錄) zu dem im Auftrag von König Sejong verfassten medizinischen Werk Hyangyak jipseong bang. Sejong wurde auch durch die von ihm veranlasste Entwicklung des koreanischen Alphabets bekannt.

### Japan
Blockdruck: Die ältesten überlieferten Drucke in Japan sind die Hyakumantō Darani. Sie wurden im Auftrag der Shōtoku-tennō (764–770) mit Kupfer- oder Holzblöcken hergestellt. Dem Namen nach handelt es sich um „eine Million“ Papierröllchen, die in kleine Holzpagoden gesteckt und an zehn japanische Klöster verteilt wurden. Etwa 40.000 sind noch erhalten.
Letterndruck: Der koreanische Letterndruck, Chōsen kokatsujiban (japanisch 朝鮮古活字版), wurde erst zum Ende des 16. Jahrhunderts nach Japan importiert und dort nur 30 Jahre lang für ostasiatische Texte verwendet. Zu den koreanischen Altletterndrucken zählen die sogenannten Sagabon (嵯峨本) des Verlegers Soan Suminokura, an denen der Kalligraf Hon’ami Kōetsu beteiligt war. Die Sagabon sind nach dem Verlagsort Saga benannt, damals ein Dorf bei Kyōto. Es sind Luxusaugaben von zumeist klassischer Literatur. Für den Druck wurden Holzlettern für Kombinationen von zwei bis vier Schriftzeichen verwendet. Beim Kan’ei gyōkōki (寛永行幸記), das auf ursprünglich drei Rollen die Reise des Shōgun nach Kyōto im Jahr 1626 und den Besuch des Tennō in der Shōgun-Residenz Nijō schildert, wurden nicht nur Teile des Textes mit Holzlettern, sondern auch einzelne Figuren und Figurengruppen mit beweglichen Stempeln, Katsuga (活画), gedruckt. Das Kan’ei gyōkōki ist zudem eines von wenigen Beispielen für eine gedruckte Querrolle. Die einzeln gedruckten Blätter wurden nach dem Druck zu einer Rolle montiert.
Zur gleichen Zeit wie der koreanische Letterndruck wurde von europäischen Missionaren die Gutenbergtechnik eingeführt, sie blieb aber für christliche und westliche Texte reserviert.

## Vorläufer des europäischen Buchdrucks

### Altertum
Das Prinzip des Drucks, sofern darunter nur das Einprägen von Schriftzeichen in einen Schriftträger verstanden wird, lässt sich bis ins Altertum zurückverfolgen. In den Gräbern von Theben und in Babylon wurden Ziegel mit eingeprägten Inschriften gefunden. Die Assyrer schrieben Chroniken, indem sie Schriftzeichen in Tonzylinder eingravierten.
In Athen wurden Landkarten in dünne Kupferplatten graviert. Römische Töpfer stempelten die von ihnen erzeugten Essgeschirre (Terra Sigillata) mit den Namen der Besteller oder mit der Angabe des Zwecks, für die sie bestimmt waren. In der europäischen Antike wurden noch keine Bücher gedruckt, zumal der geeignete Bedruckstoff fehlte, das Papier. Stattdessen wurden Texte auf Papyrusrollen von Hand auf neue Papyrusrollen kopiert. Bei den Römern leisteten vor allem Sklaven diese Arbeit.

### Mittelalter

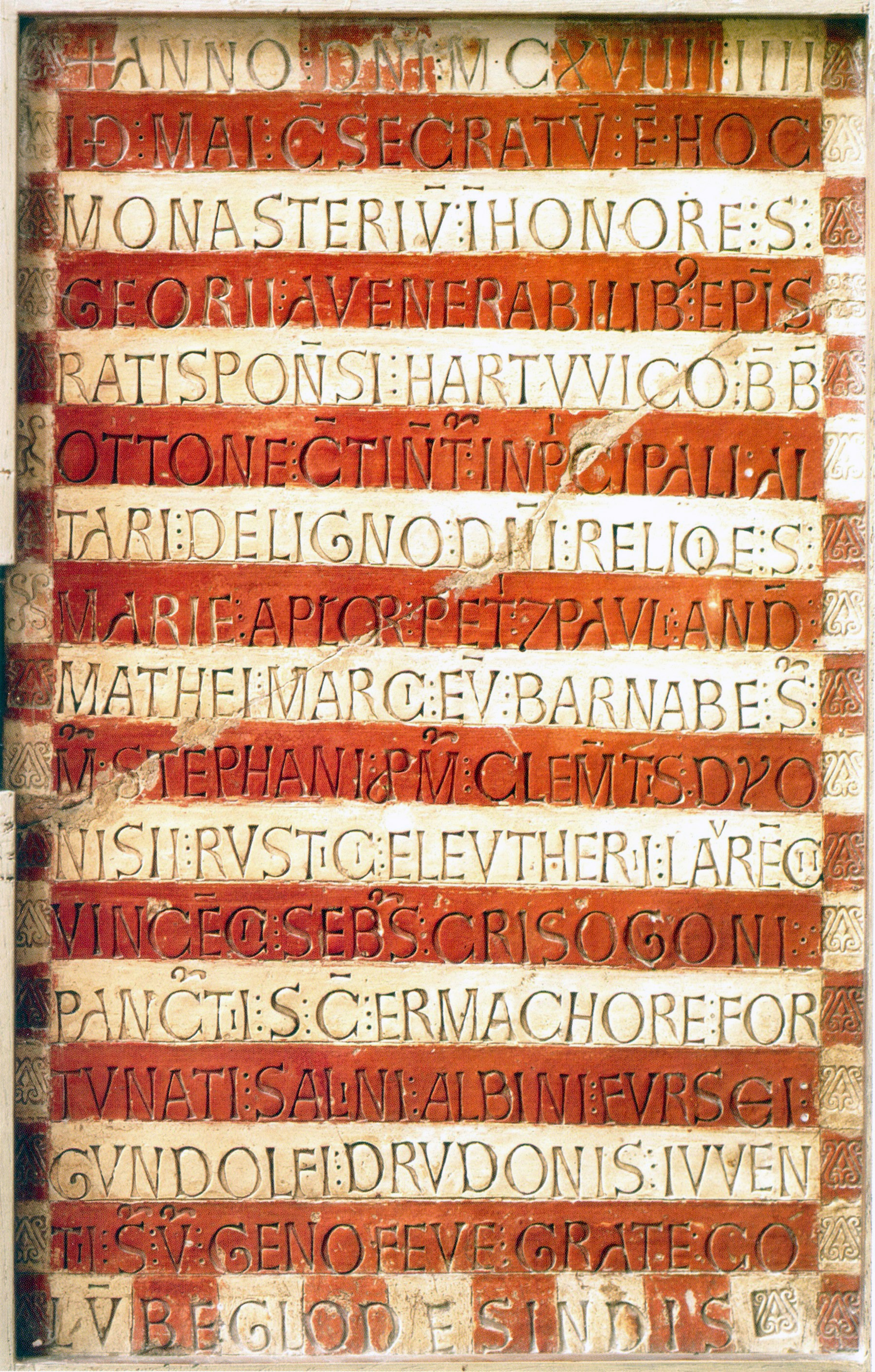
Prüfeninger Weiheinschrift

Aus dem Mittelalter sind einige Beispiele von Buchstabendruck bekannt, z. B. die Prüfeninger Weiheinschrift in Regensburg aus dem Jahr 1119. Bei dieser Inschrift wurden die Buchstaben einzeln mit Stempeln in den Ton gedrückt. Im Dom zu Cividale in Norditalien steht ein silberner Altaraufsatz des Patriarchen Pilgrim II. (1195–1204), dessen lateinische Inschrift mit Hilfe von Buchstabenpunzen hergestellt wurde. Dem Kunsthistoriker Angelo Lipinsky zufolge ist diese Technik zwischen dem 10. und 12. Jahrhundert auch in Staurotheken und Lipsanotheken des byzantinischen Kulturbereichs zu finden, mit dem die venezianische Seefahrerrepublik enge Handelsbeziehungen unterhielt.
In der englischen Chertsey Abbey fanden sich Reste eines aus Buchstabenziegeln bestehenden Pflasters, das im 13. Jahrhundert nach dem Scrabble-Prinzip verlegt wurde. Die Technik ist auch für das Kloster Zinna 60 km südlich von Berlin und das niederländische Kloster Aduard dokumentiert.

## Blockdruck in Europa
Druckplatten aus Metall
Ein unmittelbarer Vorläufer des Holztafeldrucks in Europa war der Buchdruck mit Druckplatten aus Metall. Die so gedruckten Bücher enthielten nur wenig Text und keine Bilder. Die Druckplatten wurden aus dünnen Metalltafeln hergestellt. Je nach der Art der Bearbeitung mit dem Stichel wurden sie für Hochdruck oder Tiefdruck verwendet. Eine Variante der Druckplattenbearbeitung war die sogenannte „Schrotmanier“. Dabei wurden mit Punzen Reihen aus punktförmigen Vertiefungen in die metallene Druckplatte geschlagen. Beim Abdruck entstanden dichte Reihen kleiner Punkte anstelle von durchgehenden Linien.
Druckplatten aus Holz
Schließlich ging man von den Metallplatten zu den billigeren und leichter zu bearbeitenden Holzplatten und damit zum Holztafeldruck über. Die sogenannten Blockbücher sind Bücher, die mit Druckplatten aus Holz gedruckt wurden. Zu den Blockbüchern ohne Bilder zählen sogenannte Donate. Möglicherweise wurden die Donate aber zuerst mit Metalllettern und erst danach auch im Blockdruck hergestellt. Nach der Erfindung des Buchdrucks mit Metalllettern wurde der Holztafeldruck im Bereich Buchdruck rasch verdrängt, aber noch etwa bis zum Ende des 15. Jahrhunderts wurden auch Holztafeln für den Buchdruck verwendet.

## Letterndruck in Europa

### Johannes Gutenberg
Unabhängig von der zeitlich vorangehenden Erfindung des Letterndrucks in Ostasien entwickelte Johannes Gutenberg in Mainz den Buchdruck mit beweglichen Lettern aus Metall. Er adaptierte die Spindelpresse aus Holz für den Buchdruck, erfand das Handgießinstrument für den Guss der Lettern und entwickelte eine geeignete Druckfarbe (siehe Gutenbergs Druckverfahren). Sowohl das Setzen der vorgefertigten Lettern als auch das Drucken mit der Presse bedeuteten eine erhebliche Beschleunigung der Buchproduktion im Vergleich zum Blockdruck. Gutenberg selbst druckte mit seinem neuen Verfahren in den Jahren 1452 bis 1454 etwa 180 Gutenberg-Bibeln.

### Ausbreitung der Erfindung

Druckorte im Jahr 1500

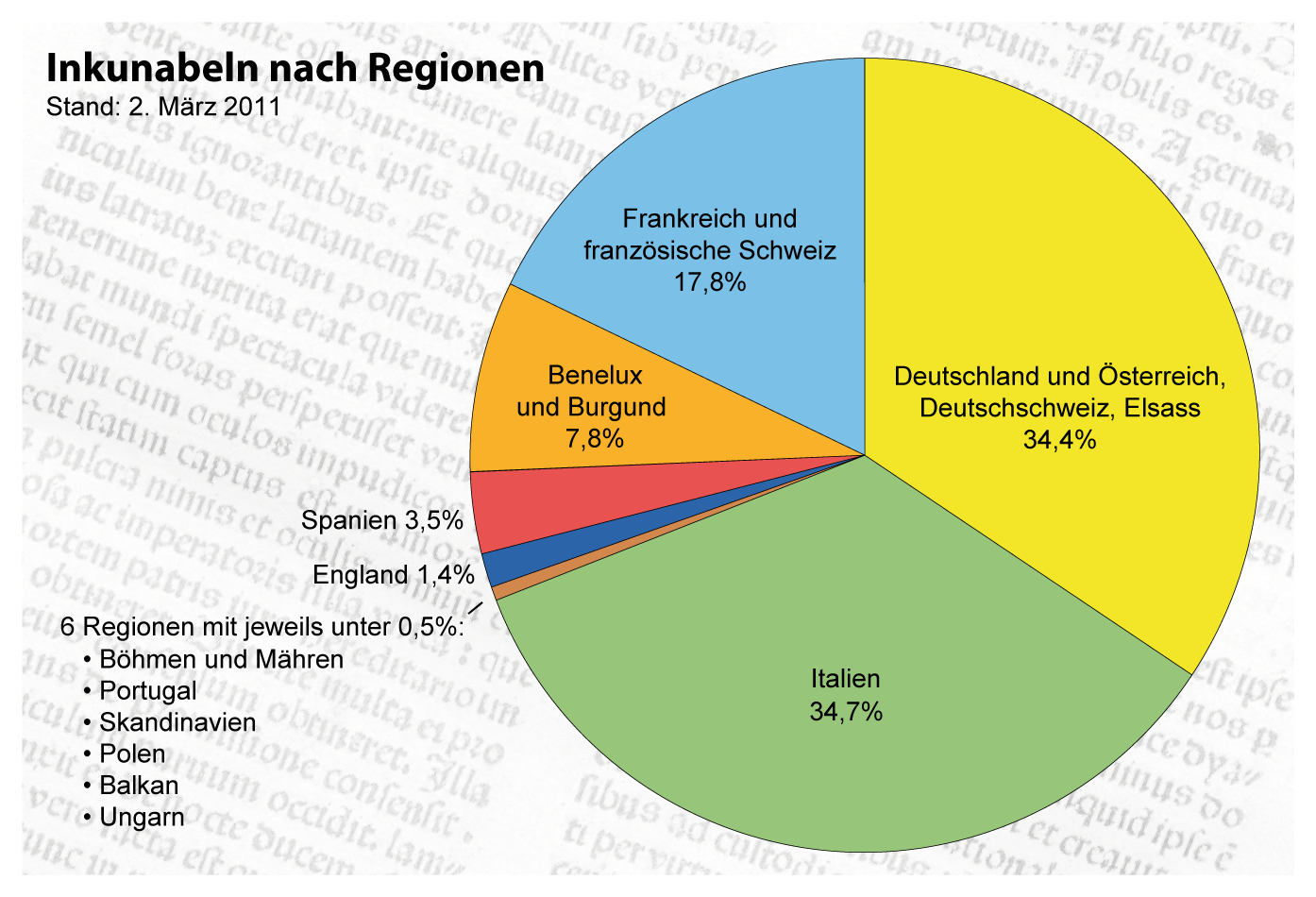
Inkunabeln nach Herkunft

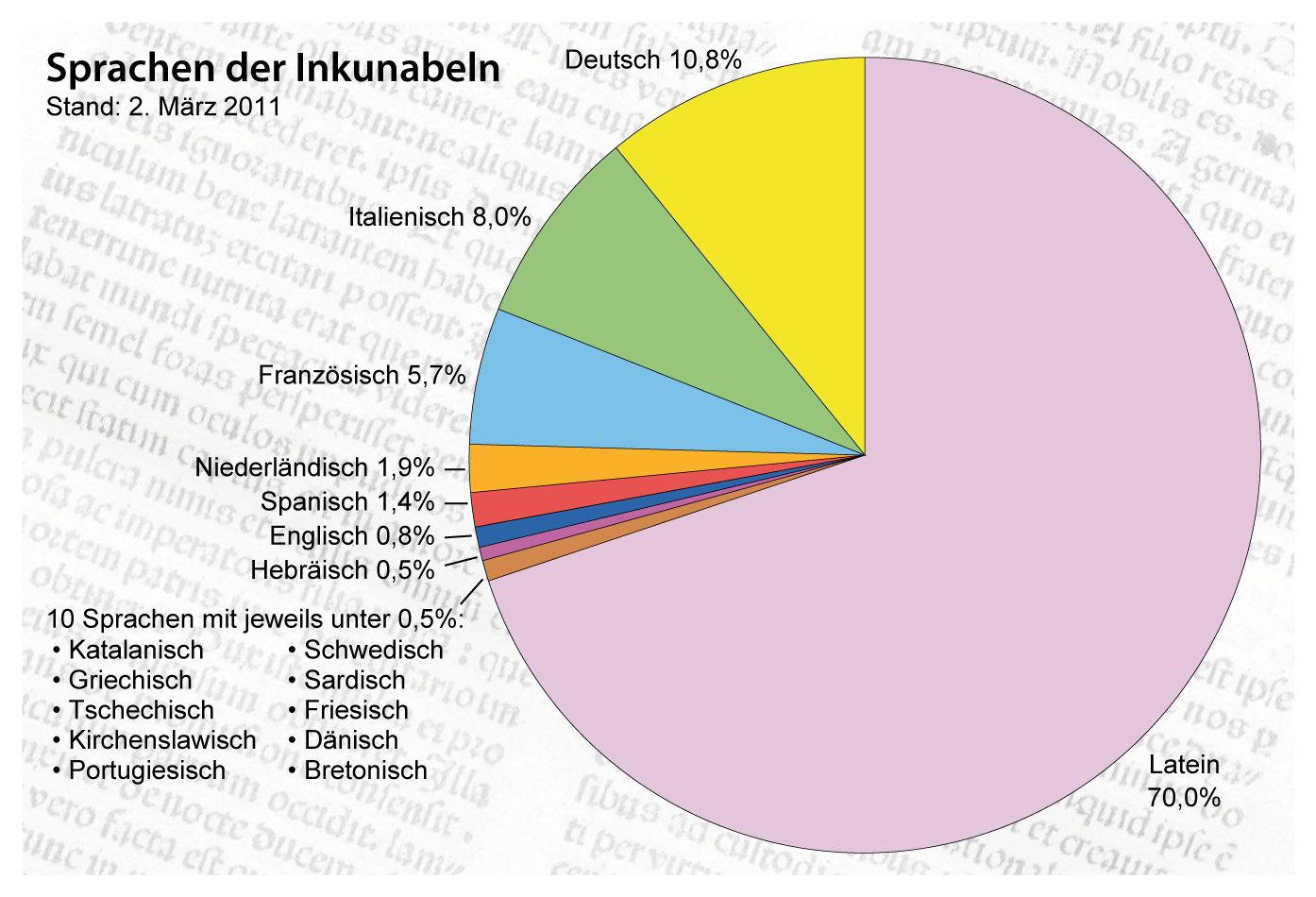
Inkunabeln nach Sprache

Im 15. Jahrhundert breitete sich die Erfindung des Buchdrucks von Mainz ausgehend sehr schnell aus (Jahreszahlen gemäß dem Incunabula Short Title Catalogue der British Library).
- 1452 erste Druckerei in Mainz (Johannes Gutenberg, später dessen Nachfolger Peter Schöffer)
- um 1457 in Bamberg (Albrecht Pfister)
- um 1460 in Straßburg (Johannes Mentelin)
- 1465 in Subiaco (Latium)
- um 1465 in Köln
- 1467 in Rom
- 1468 in Augsburg (Günther Zainer)
- um 1468 in Basel
- 1469 in Venedig
- um 1469 in Nürnberg (Johann Sensenschmid, ab 1472 Regiomontanus, ab 1473 Anton Koberger)
- 1470 in Neapel
- 1470 in Paris
- 1470 in Beromünster, Kanton Luzern
- 1473 in Spanien und England
- 1482 in Wien[15][16]
- 1483 in Kosinj, Region Lika
- 1494 in Senj
- 1574 in Nedelišće, Region Međimurje
- 1590 in Japan
- 1593 in Mexiko

Im Jahr 1500 gab es bereits rund 270 Druckorte, von denen mehr als 60 im Heiligen Römischen Reich Deutscher Nation lagen.

## Entwicklung der Druckproduktion

### 15. und 16. Jahrhundert
In der Frühdruckerzeit wurden durchschnittliche Auflagen von 150 bis 250 Exemplaren erreicht. Etwa 77 % aller Inkunabeln erschienen in lateinischer Sprache.
Zunächst wurden vor allem Ablassbriefe, Kalender, Donaten und Bücher gedruckt. Trotz der wachsenden Zahl von Druckereien wurden in den Skriptorien der Klöster zunächst weiterhin alte Handschriften von Hand kopiert.
Schon bald entstanden Großbetriebe wie der von Anton Koberger in Nürnberg, der bis zu 100 Arbeiter an 24 Pressen beschäftigte. In der Folge gab es in den Druckereien Facharbeiter verschiedener Berufe. Drucker mussten nicht nur ihr Handwerk beherrschen, sondern auch Geräte und Geld beschaffen, Arbeiter einstellen, den Buchmarkt im Blick behalten. Zu Beginn mussten sie auch für den Absatz ihrer Produkte sorgen. Später kümmerten sich Buchführer um den Vertrieb und die Finanzierung.
Im 16. Jahrhundert entfiel fast ein Drittel der gesamten Auflage aller Drucke auf die Schriften Luthers.

### 17. bis 19. Jahrhundert
Die Kriege des 17. Jahrhunderts bewirkten besonders in Deutschland, dass die Qualität der Drucke schlechter wurde. Um 1740 begann eine neue Blüte. Dies lag einerseits am Aufschwung des literarischen Lebens, andererseits an Erfindungen wie der Stereotypie und der Galvanoplastik. Im Jahr 1843 entstand in Prag das erste vollständig in Gold gedruckte Buch: die Nachfolge Christi des Thomas von Kempen als Prachtausgabe von 15 Exemplaren. Ab dem 19. Jahrhundert bereicherte die Fotografie den Buchdruck. Ein weiterer technischer Durchbruch war die Erfindung der Schnellpresse durch Friedrich Koenig.
Ende des 19. Jahrhunderts erschienen zahlreiche Fachzeitschriften zum Buchdruck, im deutschen Sprachgebiet unter anderem folgende:
- Journal für Buchdruckerkunst, Schriftgießerei und verwandte Fächer. Braunschweig und Berlin, 1834–1919.
- Archiv für Buchdruckerkunst und verwandte Geschäftszweige. Leipzig, 1864–1899.
- Österreichische Buchdrucker-Zeitung. Wien, 1873–1885, danach unter anderen Titeln.
- Schweizer Typographische Mitteilungen. St. Gallen.

Im Jahr 1891 zählte Eugène Sédard, selbst Herausgeber einer Zeitschrift für Drucker, insgesamt 27 Fachzeitschriften zu den Themen Druck, Buchhandel und Papierindustrie, die damals in Frankreich erschienen, darunter beispielsweise das Bulletin de l’imprimerie (Paris, 1876–1902). Auch im viktorianischen Großbritannien erschienen Dutzende von Fachzeitschriften.

### 20. und 21. Jahrhundert
Der Buchdruck, so wie Gutenberg ihn erfunden hatte, hielt sich bis etwa 1930 in fast unveränderter Form. Zwar wurden neue Schriften geschnitten, zum Beispiel Baskerville, Bodoni, Futura, doch änderte sich nichts an der Art der Arbeit.
Im 20. Jahrhundert wurde die Arbeit des Setzers mechanisiert. Die Monotype-Setzmaschine, eine automatische Schriftgießmaschine, die einzelne Lettern nach einem Gießzettel goss, und die Linotype veränderten den Ablauf, aber nicht das Prinzip der Bleilettern-Technik. Erst um 1960 gab es fotomechanische Umsetzungen der Technik – den Fotosatz.
Noch heute (Stand 2014) werden Bücher vorwiegend im Offsetdruck produziert. Dieser bekommt aber in letzter Zeit Konkurrenz durch die nächste Generation: den Digitaldruck. Während beim Offsetdruck noch Druckplatten (Druckvorlagen) produziert werden, verzichtet man bei Digitaldruckverfahren völlig auf die Herstellung von Druckvorlagen. Diese Techniken schaffen die Voraussetzungen für das „Book on demand“.